# 両丹
両丹（りょうたん）、両丹地方は、丹後国（丹後地方）と丹波国（丹波地方、ただし、多くの場合、京都府中部の南丹は含まない）を一体的に指すときに用いられる用語。
また両国は中国風の別称で丹州（たんしゅう）と呼ばれた。
京都府福知山市、綾部市と兵庫県にまたがる丹波地方と京都府北部の舞鶴市や宮津市を中心とする丹後地方は歴史的にも経済的にも強い繋がりをもっており、現在でもスポーツ大会や新聞等によって両丹という用語が頻繁に使われている。
また、隣接する兵庫県北部の但馬国（但馬地方）と併せて「三丹」（三たん）や「北近畿」と呼ばれることもある。
京都放送ラジオでは長らく、京都府北部ローカルとしての「両丹ニュース」が放送されていた。